# Campylocheta fuscinervis
Campylocheta fuscinervis là một loài ruồi trong họ Tachinidae.